# Sundown (álbum de Gordon Lightfoot)
Sundown es el noveno álbum de estudio del cantautor canadiense Gordon Lightfoot. Fue publicado en enero de 1974 a través del sello discográfico Reprise Records.

## Grabación y producción
Producido por Lenny Waronker, Sundown se grabó en noviembre de 1973 en los estudios Eastern Sound, en Toronto, Ontario, por el ingeniero de audio Lee Herschberg. La masterización del álbum se llevó a cabo en los estudios de grabación de Warner Bros., en North Hollywood, California.
En el libro Lightfoot de Nicholas Jennings, Waronker declaró:

“Solo tomó cuarenta y cinco minutos grabar, y la forma en que Gordon la tocó en su guitarra de doce cuerdas fue tan poderosa que llenó la habitación. Era una canción oscura con cierta tensión real. Tan pronto como estuvo terminada, todos supieron que iba a ser un éxito. Gordon también lo sabía. La canción era increíblemente genial”.

## Recepción de la crítica
Sundown recibió reseñas positivas por parte de los críticos. Un escritor no especificado de la revista Cash Box calificó la “selección de niveles dinámicos de Lightfoot que resalta su sutil estilo vocal” como “particularmente efectiva”. The Village Voice declaró que el álbum “mantiene todos los puntos fuertes de sus primeros trabajos. Pero les añade una extraordinaria sensibilidad al dolor—propio y ajeno—y a la alegría. El Ramblin' Man que vagaba intacto por las vidas de extraños ha sido reemplazado por, bueno, un adulto. Por alguien que entiende que sus acciones tienen consecuencias”. La revista Billboard lo nombró una selección “Spotlight” y un crítico no especificado declaró: “Las canciones de Lightfoot son como mantequilla derretida: suaves y gentiles al tacto. Su música tiene una dulzura que simplemente no desaparece pero que perdura una y otra vez. [...] La única constante en su trabajo es su rico y poderoso ataque vocal”.

## Lista de canciones
Todas las canciones escritas y compuestas por Gordon Lightfoot.
Lado uno
1. «Somewhere U.S.A.» – 2:50
2. «High and Dry» – 2:12
3. «Seven Island Suite» – 6:00
4. «Circle of Steel» – 2:45
5. «Is There Anyone Home» – 3:15

Lado dos
1. «The Watchman's Gone» – 4:25
2. «Sundown» – 3:45
3. «Carefree Highway» – 3:45
4. «The List» – 3:00
5. «Too Late for Prayin'» – 4:15

## Créditos y personal
Créditos adaptados desde las notas de álbum de Sundown.
| Lado uno 1. «Somewhere U.S.A.» - Terry Clements – guitarra acústica - Red Shea – dobro - Gordon Lightfoot – voces, guitarra - Rick Haynes – bajo eléctrico - Jim Gordon – batería - Milt Holland – percusión 2. «High and Dry. - Gordon Lightfoot – voces, guitarra - John Stockfish – bajo eléctrico - Red Shea – guitarra líder - Catherine Smith – armonía - Jim Gordon – percusión 3. «Seven Island Suite» - Gordon Lightfoot – voces, guitarra de doce cuerdas - John Stockfish – bajo eléctrico - Red Shea – guitarra acústica - Terry Clements – guitarra acústica - Jim Gordon – batería - Gene Martynee – sintetizador Moog - Nick DeCaro – cuerda, trompa 4. «Circle of Steel» - Rick Haynes – bajo eléctrico - Terry Clements – guitarra acústica - Red Sheal – guitarra clásica - Gordon Lightfoot – voces, guitarra, campana, campanas tubulares - Jack Zaza – flauta dulce, corno inglés 5. «Is There Anyone Home» - Gordon Lightfoot – voces, guitarra de doce cuerdas - John Stockfish – bajo eléctrico - Red Shea – guitarra clásica - Terry Clements – guitarra acústica - Jim Gordon – batería - Milt Holland – percusión - Gene Martynec – sintetizador Moog - Nick DeCaro – cuerdas | Lado dos 1. «The Watchman's Gone» - Terry Clements – guitarra acústica - John Stockfish – bajo eléctrico - Gordon Lightfoot – voces, guitarra de doce cuerdas - Jim Gordon – batería - Milt Holland – conga - Nick DeCaro – cuerdas 2. «Sundown» - Gordon Lightfoot – voces, guitarra de doce cuerdas - John Stockfish – bajo eléctrico - Red Shea – guitarra eléctrica - Terry Clements – guitarra acústica - Jim Gordon – batería 3. «Carefree Highway» - Rick Haynes – bajo eléctrico - Terry Clements – guitarra acústica - Gordon Lightfoot – guitarra - Jim Gordon – batería - Nick DeCaro – orquestación, piano, acordeón 4. «The List» - Rick Haynes – bajo eléctrico - Terry Clements – guitarra acústica - Red Shea – guitarra acústica - Gordon Lightfoot – voces, guitarra de doce cuerdas - Milt Holland – percusión - Jim Gordon – batería 5. «Too Late for Prayin'» - John Stockfish – bajo eléctrico - Terry Clements – guitarra acústica - Red Shea – guitarra clásica - Gordon Lightfoot – voces, guitarra - Nick DeCaro – cuerdas |

Personal técnico
- Lenny Waronker – productor
- Lee Herschberg – ingeniero de audio
- Chris Skene – ingeniero asistente
- John Reeves – fotografía

## Posicionamiento

### Gráfica semanal
| Gráfica (1974)                            | Pico de posición |
| ----------------------------------------- | ---------------- |
| Australia (Kent Music Report)             | 13               |
| Canadá (RPM Top Albums)                   | 1                |
| Estados Unidos (Billboard Top LPs & Tape) | 1                |
| Estados Unidos (Cash Box Top 100 Albums)  | 1                |
| Estados Unidos (Record World Album Chart) | 1                |
| Reino Unido (UK Albums Chart)             | 49               |

### Gráfica de fin de año
| Gráfica (1974)                            | Pico de posición |
| ----------------------------------------- | ---------------- |
| Canadá (RPM Top Albums)                   | 3                |
| Estados Unidos (Billboard Top LPs & Tape) | 14               |
| Estados Unidos (Cash Box Top 100 Albums)  | 15               |

## Certificaciones y ventas
| País                  | Certificación | Ventas    |
| --------------------- | ------------- | --------- |
| Australia (ARIA)      | Oro           | 20 000    |
| Estados Unidos (RIAA) | Platino       | 1 000 000 |